# Triorla vicinus
Triorla vicinus là một loài ruồi trong họ Asilidae. Triorla vicinus được Macquart miêu tả năm 1846.